# إدنا باكمان كيارنز
إدنا باكمان كيارنز (بالإنجليزية: Edna Buckman Kearns) (ولدت في 25 ديسمبر عام 1882 وتوفيت في الأول من يونيو عام 1934). كانت ناشطة منادية بحق الاقتراع للمرأة عملت بين عامي 1915 و1917 على حملات نيويورك من أجل التصويت لصالح المرأة، وكذلك حملة الحزب الوطني للمرأة من أجل إقرار التعديل التاسع عشر لدستور الولايات المتحدة والمصادقة عليه.
اشتهرت كيارنز بعربة حملتِها المنادية بحق تصويت المرأة التي تجرها الخيول، والتي أسمتها «روح 1776»، والتي أستخدمت في عروض مشابهة في كل من نيويورك ولونغ أيلاند، ومناسبات منظمة خاصة.
توجد العربة في مجموعة متحف ولاية نيويورك وعرضت في متحف الولاية عام 2010. عُرضت العربة في معرض مبنى برلمان نيويورك ضمن قصر المحافظين، «من سينيكا فولز إلى المحكمة العليا: نساء نيويورك يقدن الطريق»، عام 2012.

## النشأة
ولدت إدنا ماي باكمان لأبيها تشارلز هاربر باكمان (1857 – 1914) وأمها ماري «ماي» بيغلي (1857 – 1914) في فيلادلفيا بنسلفانيا، وترعرعت في الجزء الألماني (جيرمان تاون) من فيلادلفيا، كما مرتفعات بليموث في مقاطعة مونتغومري بالقرب من نورستاون إيكو ديل، منزل عائلة باكمان. كانت إدينا الطفلة الأكبر بين أشقائها؛ كان لديها أخٌ أيضًت يدعى توماس سميث باكمان (1886 – 1959).
كانت عائلة باكمان عضوًا ضمن جمعية الأصدقاء الدينية أو الكويكرز. تخرجت إدنا ماي باكمان من مدرسة الأصدقاء المركزية في فيلادلفيا. كانت إدنا وعائلتها أعضاء في الاجتماع الشهري للشارع الأخضر، وهو اجتماع لجمعية الأصدقاء الدينية في القسم الألماني من فيلادلفيا. كانت ماري أو «ماي» بيجلي باكمان، والدة إدنا، ناشطة معتدلة ونشطة في جمعية الأصدقاء الدينية والمنظمات الأخرى.
انتمت إدنا إلى الجيل التاسع من عائلة باكمان في أمركيا، إذ هاجر أسلافها إلى فيلادلفيا مع ويليام بين على متن سفينة «ويلكوم» في عام 1682. كانت عائلة باكمان أكبر مجموعة على متن السفينة. اشترى الجيل الأول من العائلة أرضًا وزرعوها في مقاطعة بكس. على مر السنين، عاش أفراد عائلة باكمان أيضًا في مقاطعة مونتغومري، وكذلك في فيلادلفيا. 

## زواجها وانتقالها إلى نيويورك
في الثامن من يونيو عام 1904، تزوجت أدنا ماي باكمان من ويلمر رهامستين كيارنز (1882 – 1972) خلال حفل في كواكر في إيكو ديل. انتقل الزوجان إلى مدينة نيويورك حيث كان ويلمر كيارنز يعمل في مكتب المحاسبة تي. جي. دون. ولدت ابنتهما الأولى سيرينا بوكمان كيارنز في شهر أغسطس من العام 1905. بعد أن أصبحت سيرينا كبيرة بما يكفي التحقت بمعهد الأصدقاء للتعليم العالي في نيويورك، أصبحت إدنا كيرنز ناشطة في حركة الاقتراع للنساء. اشترت العائلة منزلًا في 29 شارع واترفيو في روكفيل سنتر بنيويورك عام 1907 وعاشت بين روكفيل سنتر ونيويورك حيث التحقت سيرينا بالمدرسة وعمل ويلمر. قسمت أدنا وقتها لتنظيم التصويت بين مدينة نيويورك ولونغ آيلاند. 

## نشاطها
في عام 1913، تبرعت شركة بروكلين للنقل، آي. إس. ريسمون، بعربة قديمة تدعى «روح 1776» إلى جمعية نيويورك المطالبة بحق المرأة في الاقتراع. كلفت رئيسة الجمعية هارييت ماى ميلز المركبة إلى إدنا بوكمان كيارنز لاستخدامها في تنظيم الحملات في لونغ آيلاند. أقيم احتفال عرض للعربة في شهر يوليو من العام 1913، وهو حدث غطته صحف المدينة، بما فيها صحيفة نيويورك تايمز. تولت كيرنز أدوار قيادية في نوادي حق تصويت المرأة في كل من مقاطعتي ناسو سوفولك. أصبحت كاتبة ومحررة في صحيفة بروكلين دايلي إيغل منذ عام 1911، وعملت في سبيل حركة تصويت النساء بكفاءات مختلفة، ككاتبة ومحررة، وفي التواصل الإعلامي من أجل الحملات المحلية والوطنية والتابعة للمقاطعة. كتبت تحت اسم إدينا باكمان كيارنز أو السيدة دبليو. آر. كيرنس.